# У попа была собака (мультфильм)
«У попа была собака» — советский рисованный мультфильм по одноимённой докучной сказке, снятый режиссёром Еленой Пророковой в 1982 году.

## Сюжет
Жил в одном селе Поп, и был у него Пёс. Поп владел большим сараем, в котором хранилось огромное количество колбасы, сосисок и других мясных продуктов. Пёс охранял этот сарай от других собак. Пока Пёс охранял село от других животных, курица взяла сосиску в рот и хотела бежать, пёс отогнал курицу, и увидел что сосиска лежала рядом с ним, он пытался сделать всё чтобы побороть чувство сьесть её…
Увы, пёс не удержался и съел одну из сосисок. Поп, заметив это, убивает своего питомца. У трупа своего пса он вспоминает, как приютил его, ещё будучи мальчиком-семинаристом. Затем он закапывает Пса возле забора и пишет надпись: «У попа была собака, он её любил, она съела кусок мяса, он её убил, в землю закопал, и надпись написал, что…», но, зациклившись, начинает писать её на земле. Так он, продолжая писать, посещает различные места: сначала лес, потом берег моря, Египет, поселение аборигенов, Нью-Йорк, пустыню, железную дорогу. После всего этого, он, наконец, возвращается к себе домой и заканчивает писать надпись возле того места, где похоронил своего пса. Но, зайдя в сарай, Поп замечает, как собаки и другие животные жадно поедают всё, что в нём находилось. Также в сарае можно увидеть спящего богатыря.

## Создатели
- Авторы сценария: Роберт Саакянц, Елена Пророкова
- Кинорежиссёр: Елена Пророкова
- Ассистент режиссёра: Татьяна Митителло
- Художник-постановщик: Елизавета Жарова
- Художники-мультипликаторы: Наталия Богомолова, Галина Золотовская, Владимир Захаров, Тенно-Пент Соостер, Надежда Назарова, Татьяна Строева, Анна Чистова
- Кинооператор: Кабул Расулов
- Композитор: Игорь Кадомцев
- Звукооператор: Борис Фильчиков
- Звукооформитель: Александр Баранов
- Директор съёмочной группы: Любовь Бутырина

## О мультфильме
- Мультфильм является дипломной работой Елены Пророковой, студентки высших курсов сценаристов и режиссёров при Госкино СССР и Союзе кинематографистов СССР.
- На протяжении почти сорока лет мультфильм считался потерянным, так как не был найден в цифровом варианте. Находились лишь эскизы работ Елены Пророковой[2][3]. Но 30 августа 2021 года мультфильм (который был оцифрован и выложен в сеть) считался найденным[4]. 21 октября того же года участниками «Проекта Рутрекера по оцифровке фильмокопий мультфильмов» была найдена, оцифрована и опубликована на Rutracker.org фильмокопия мультфильма, снятая на 35-мм киноплёнке[5].